# Semne de viață (Star Trek: Generația următoare)
"Time Squared" este un episod din al doilea sezon al serialul științifico-fantastic „Star Trek: Generația următoare”. Scenariul este scris de Kurt Michael Bensmiller; regizor este Joseph L. Scanlan. A avut premiera la 3 aprilie 1989 .

## Prezentare
Picard își întâlnește sinele din viitor, atunci când nava Enterprise este prinsă într-o buclă temporală.

## Vezi și
- 1989 în științifico-fantastic